# 塔尔诺加区
塔尔诺加区（俄语：Тарногский район）是俄罗斯联邦沃洛格达州下辖的一个区，其行政中心为塔尔诺加镇。据2016年统计，该区的人口为11609人。